# Ushio Sakai
Ushio Sakai (jap. 酒井 潮, Sakai Ushio; * 5. Dezember 1934 in Aoyama, Präfektur Tokyo; † 2012) ist ein japanischer Jazzmusiker (Orgel, Keyboards).
Ushio Sakai betätigte sich in den 1960er-Jahren als Jazz-Komponist und spielte in den 1970er-Jahren im Quintett des Gitarristen Sunao Wada, zu hören auf dessen LPs Blues World oder Blues for Bird. Mit Wada spielte er auch das Album Blues Meeting (Three Blind Mice) ein. Unter eigenem Namen nahm er 1972 das Album Guitar Meets Organ at Quiet House (Elec) vor, das er live mit Teruyuki Fukushima, Hideyuki Kikuchi, Shungo Sawada und Yoichi Shiratori aufgenommen hatte; 1973 folgte der Mitschnitt Jam in Yokota (Crown). In den späten 70ern entstanden die Alben Rushing Stream (Seven Seas, 1978, mit Hideyuki Kikuchi, Shungo Sawada, Donald Bailey) und Blues in My Soul (Yupiteru, mit Bailey und Eric Gale), die meist Eigenkompositionen enthielten. Im Bereich des Jazz war er zwischen 1967 und 2011 an 10 Aufnahmesessions beteiligt.

## Diskographie
- Feelin’ Blue (1971)
- Blues for Bird (1975)
- Blues in my Soul (1978)
- Rushing Stream (1978)
- Round About Midnight (1996)
- Conversation II, mit Tagayuki Yaga (Piano)
- The Ushio Sakai Trio at the Someday: Plays Horace Silver (mit Masasuke Watanabe und Kagehiro Ouba)
- On the Piano (2005), mit Masatoshi Shoji (Bass), Izumi Masakiyo (Schlagzeug)